# Kirchner Peak
Der Kirchner Peak ist ein etwas isolierter und 1170 m hoher Berg im Australischen Antarktis-Territorium. In den Nebraska Peaks der Britannia Range ragt er 3 km nordnordöstlich des Gaylord Ridge auf.
Das Advisory Committee on Antarctic Names benannte den Berg im Jahr 2000 nach dem US-amerikanischen Joseph F. Kirchner, Geophysiker beim Ross-Schelfeis-Projekt des United States Antarctic Research Program von 1974 bis 1975 und von 1976 bis 1977.